# Waterloo-Helm
Der Waterloo-Helm oder auch Waterloo Bridge-Helm ist eine Schutz- und Standeswaffe aus England.

## Beschreibung
Der Waterloo-Helm besteht aus Bronze. Er wurde 1860 in der Themse nahe der Battersea Bridge, auch  Waterloo Bridge genannt, gefunden. Die Helmglocke ist schalenförmig gearbeitet, am Helm sind zwei Hörner aus Bronzeblech angebracht.  Die Oberfläche der Helmglocke ist mit Figuren und Mustern im Hochrelief durch Treiben und mit vielen Ziernieten verziert. Eine Verzierung aus rotem Glas war ebenfalls angebracht, ist aber nicht erhalten. Der Helm ist nicht für Kampfhandlungen gebaut worden, sondern diente als Standessymbol für die Stammeshäuptlinge. Die Hörner waren ein Symbol für gehörnte Gottheiten. Es ist durchaus möglich, dass diese Helmart als Weihegabe für eine Gottheit hergestellt wurde, da er über sehr große Abmessungen verfügt. Gemeinsam mit dem Helm wurde der Battersea-Schild gefunden, der ebenfalls rituellen oder religiösen Zwecken diente. Der Helm mit der Inventarnummer „P&EE; 1988 10-4 1“ wird im British Museum in London ausgestellt, wo sich ebenfalls der Meyrick-Helm befindet.